# Hiawatha (Iowa)
Hiawatha és una població dels Estats Units a l'estat d'Iowa. Segons el cens del 2000 tenia 6.480 habitants.

## Demografia
Segons el cens del 2000, Hiawatha tenia 6.480 habitants, 2.859 habitatges, i 1.663 famílies. La densitat de població era de 708,8 habitants/km².
Dels 2.859 habitatges en un 29,5% hi vivien nens de menys de 18 anys, en un 44,6% hi vivien parelles casades, en un 10,2% dones solteres, i en un 41,8% no eren unitats familiars. En el 33,1% dels habitatges hi vivien persones soles el 5,6% de les quals corresponia a persones de 65 anys o més que vivien soles. El nombre mitjà de persones vivint en cada habitatge era de 2,24 i el nombre mitjà de persones que vivien en cada família era de 2,89.
Per edats la població es repartia de la següent manera: un 23,6% tenia menys de 18 anys, un 12,1% entre 18 i 24, un 35,4% entre 25 i 44, un 19,4% de 45 a 60 i un 9,6% 65 anys o més.
L'edat mediana era de 32 anys. Per cada 100 dones de 18 o més anys hi havia 95,8 homes.
La renda mediana per habitatge era de 40.799 $ i la renda mediana per família de 47.135 $. Els homes tenien una renda mediana de 37.277 $ mentre que les dones 25.394 $. La renda per capita de la població era de 22.664 $. Entorn del 3,4% de les famílies i el 4,5% de la població estaven per davall del llindar de pobresa.

## Poblacions més properes
El següent diagrama mostra les poblacions més properes.